# 清水直子
清水 直子（しみず なおこ、1968年7月4日 - ）は、日本のヴィオラ奏者。2001年2月より、ベルリン・フィルハーモニー管弦楽団の首席ヴィオラ奏者を務める。

## 経歴
ベルリン・フィルハーモニー管弦楽団において、弦楽器の首席奏者に女性が選ばれることは異例とされる。オーケストラの活動のみならず、ソロ活動も活発に行っている。

### 略歴
- 大阪府生まれ、茨城県つくば市育ち。
- 茨城県立並木高等学校を経て、桐朋学園大学に進む。
- 桐朋学園大学で広瀬悦子、江藤俊哉にヴァイオリンを学ぶ。研究科でヴィオラに転向し、岡田伸夫に師事、1993年に修了。
- 1994年に渡独、ドイツ・デトモルト音楽大学で今井信子にヴィオラを師事。
- 1996年、ジュネーブ国際コンクールで最高位を受賞する（1位なしの2位）。
- 1997年、ミュンヘン国際音楽コンクールで第1位を受賞。ミュンヘン国際コンクールのヴィオラ部門において1位受賞者が出たのはユーリ・バシュメット以来21年ぶりのことであり、注目される。
- その後、ソリストとして、各国のオーケストラと共演を重ねる。
- 2001年2月からベルリン・フィルの首席ヴィオラ奏者に就任。
- 2006年、毎日放送『情熱大陸』に出演。現地で知り合ったピアニストの夫、オズガー・アイディンとの生活や、パウル・ヒンデミットの無伴奏ソナタの演奏シーンなどが紹介された。